# Charles-François-Marie Godéfroy
Charles François Marie Godéfroy est un homme politique français né le 21 août 1755 à Paris où il est décédé en mai 1825.
Jurisconsulte, il est administrateur du district de Breteuil puis député de l'Oise à La Convention. Il ne prend pas part au vote dans le procès de Louis XVI. Il entre ensuite dans la magistrature et termine sa carrière comme conseiller à la cour d'appel de Paris.

## Sources
- « Charles-François-Marie Godéfroy », dans Adolphe Robert et Gaston Cougny, Dictionnaire des parlementaires français, Edgar Bourloton, 1889-1891 [détail de l’édition]